# Beberibe (Recife)
Beberibe é um bairro do Recife, Pernambuco, integrante da segunda região político-administrativa da cidade. Até 11 de setembro de 1928, Beberibe era um distrito do município de Olinda. Pela Lei Estadual nº. 1931 assinada pelo então presidente do estado Estácio de Albuquerque Coimbra, o distrito foi transferido ao município do Recife.
A etimologia do seu nome, de origem tupi, é ainda contoversa, mas a mais aceita é de que seja "rio das arraias" (Jabebyrype).

## História
Nas terras que hoje compõem o bairro existiu, no século XVII, um engenho de açúcar de propriedade de Diogo Gonçalves, auditor da Capitania de Pernambuco, que lhe foi doado como presente de casamento. Essa propriedade era banhada pelo Rio Beberibe, que lhe deu o nome.
Em 1636 a propriedade passou para Antônio de Sá, sendo, depois, confiscada pelos holandeses, depois restituída a seus herdeiros, que começaram a fabricação de carvão vegetal. O local passou a ser, então, povoado e em 1767 foi concluída a construção de uma igreja sob a invocação de Nossa Senhora da Conceição do Beberibe, sendo aberta, no início do século XIX, uma estrada ligando a comunidade à da Encruzilhada, hoje denominada Avenida Beberibe.
A localidade foi palco de combates:
- Na revolução de 1821, onde foi decretada a independência de Pernambuco. Ali foi assinada a chamada Convenção de Beberibe[4];
- Na Revolução Praieira, em 1848.

Foi neste bairro que, em 1889, fundou-se o Clube Carnavalesco Misto Vassourinhas, como também foi composta, em 1909, a canção Vassourinhas por seus moradores Joana Batista e Teodoro Matias, este último um dos fundadores do grupo.

## Geografia
Pelo censo de 2000, o bairro, com 47,9 hectares, possuía uma população de 8.629 habitantes, com densidade demográfica de 180 habitantes por hectare e IDH de 0,719.
O bairro de Beberibe tem como vizinhos os bairros de Porto da Madeira, Cajueiro, Fundão e Água Fria, desmembrados do bairro de Beberibe, e ainda os bairros de Dois Unidos e Linha do Tiro.